# Silberberg (Wingst)
Der Silberberg im Landkreis Cuxhaven in Niedersachsen ist mit etwa 74 m ü. NHN die höchste Erhebung im Höhenzug Wingst und im Elbe-Weser-Dreieck, wird aber vom Aussichtsturm auf dem nahe in der Wingst gelegenen Deutschen Olymp überragt. Er entstand als eiszeitliche Moräne.

## Geographische Lage
Innerhalb des Höhenzugs Wingst liegt der Silberberg im Gebiet der Gemeinde Wingst rund 2 km westnordwestlich von Dobrock, wobei sich von dort aus betrachtet die Wingster Ortsteile Weißenmoor, Ellerbruch, Süderbusch, Bargkamp und Westerhamm im Halbkreis südlich rund um den Berg verteilen. An seiner höchsten Stelle liegt ein trigonometrischer Punkt aus der Zeit, als Carl Friedrich Gauß die Leitung der Landesvermessung des Königreichs Hannover (Gaußsche Landesaufnahme) innehatte (1820–1826).

## Sage und Bergname
Wie der Silberberg und sein Nordsporn, der Gretenberg, zu ihrem Namen kamen:
Vor langer Zeit soll eine Familie von Riesen in der Wingst gelebt haben. Die Mutter der Familie hieß Grete und liebte einen bewaldeten wunderschönen Hügel, der darauf ihren Namen bekam – Gretenberg.
Ihr Sohn mit Namen Bolik wollte, wie sein Vater Wingis, auch einen Silberschatz finden, ging auf Anraten der Mutter in den Harz und brachte einen Sack voller Riesensteine mit nach Hause. Er hatte die gefrorenen Steine wegen ihres Glanzes für Silberbrocken gehalten und erst zuhause den Fehler bemerkt. Der Hügel, wo er die Steine verstreut hat, heißt heute Silberberg. Drei der Riesensteine soll er aus Wut bis in den Wald vor Lamstedt geschleudert haben. Sie liegen noch heute auf dem dortigen Westerberg.